# Йохан V фон Пернщайн
Йохан V фон Пернщайн (на немски: Johann V. von Pernstein; на чешки: Jan V z Pernštejna; * 30 юли 1561; † 30 септември 1597 в Рааб в Унгария) е директор на артилерията през Дългата Турска война. Той е фрайхер от благородническия род Пернщайн от Бохемия-Моравия. Замъкът Пернщайн се намира близо до Бърно в Моравия.
Той е син на Вратислав фон Пернщайн (1530 – 1582), главен канцлер на Бохемия, и съпругата му Мария Манрика де Лара (1538 – 1608), дворцова дама на императрица Мария.
Йохан започва военна кариера. През 1591 г. той пътува дълго в Западна Европа. През Осемдесетгодишната война той комадва известно време хабсбургска войска в Нидерландия, която се бие на страната на испанския крал. През 1593 г. през Турската война той отива в Унгария. С развитата от него конструкция („Pernsteinsche Petarde“/ pernštejnska petarda) той има успех.
Той продава често части от наследените от баща му имоти, за да финансира войската си, през 1596 г. дори замък Пернщайн..
По време на обсадата на крепостта Рааб той е убит от турски патрон на 30 септември 1597 г.
Опекунството на малките му деца поема съпругата му и неговата по-голяма сестра Поликсена. Те живеят най-вече в „палат Пернщайн“ в Прага. Вдовицата му Мария Манрика де Лара и Мандоза се омъжва втори път през 1608 г. за Бруно III фон Мансфелд (1576 – 1644).

## Фамилия
Йохан фон Пернщайн се жени на 3 февруари 1587 г. във Виена за братовчедката си Мария Манрика де Лара и Мандоза (* пр. 1570, Виена; † пр. 20 юли 1636), дъщеря на Жуан Манрике де Лара (* ок. 1520; † 21 юни 1570) и Доротея Колона фон Фелс. Трябва им разрешение от папата. Те имат децата:
- Анна (* ок. 1590; † пр. 1656)
- Вратислав Евзебиус (1594 – 1631)
- Ева (* ок. 1597; † като дете)
- Фребония (1596 – 1646)